# Penelope dabbenei
Jacu-de-cara-vermelha (Penelope dabbenei) é uma espécie de ave da família Cracidae.
Pode ser encontrada nos seguintes países: Argentina e Bolívia.
Os seus habitats naturais são: regiões subtropicais ou tropicais húmidas de alta altitude.